# Anthurium gracile
Anthurium gracile är en kallaväxtart som först beskrevs av Edward Rudge och fick sitt nu gällande namn av John Lindley.
Anthurium gracile ingår i släktet Anthurium och familjen kallaväxter. Inga underarter finns listade.